# ベッドフォード RL
ベッドフォードRL（英語: Bedford RL）は、1953年から1970年代前半にかけて、ベッドフォードによって製造されたイギリス軍の主力トラックである。

## 運用国
- イギリス - イギリス軍、内務省
- マレーシア - マレーシア軍
- シンガポール - シンガポール軍
- オーストラリア - ビクトリア消防局
- ニュージーランド - ニュージーランド軍